# Fiscalía General (Azerbaiyán)

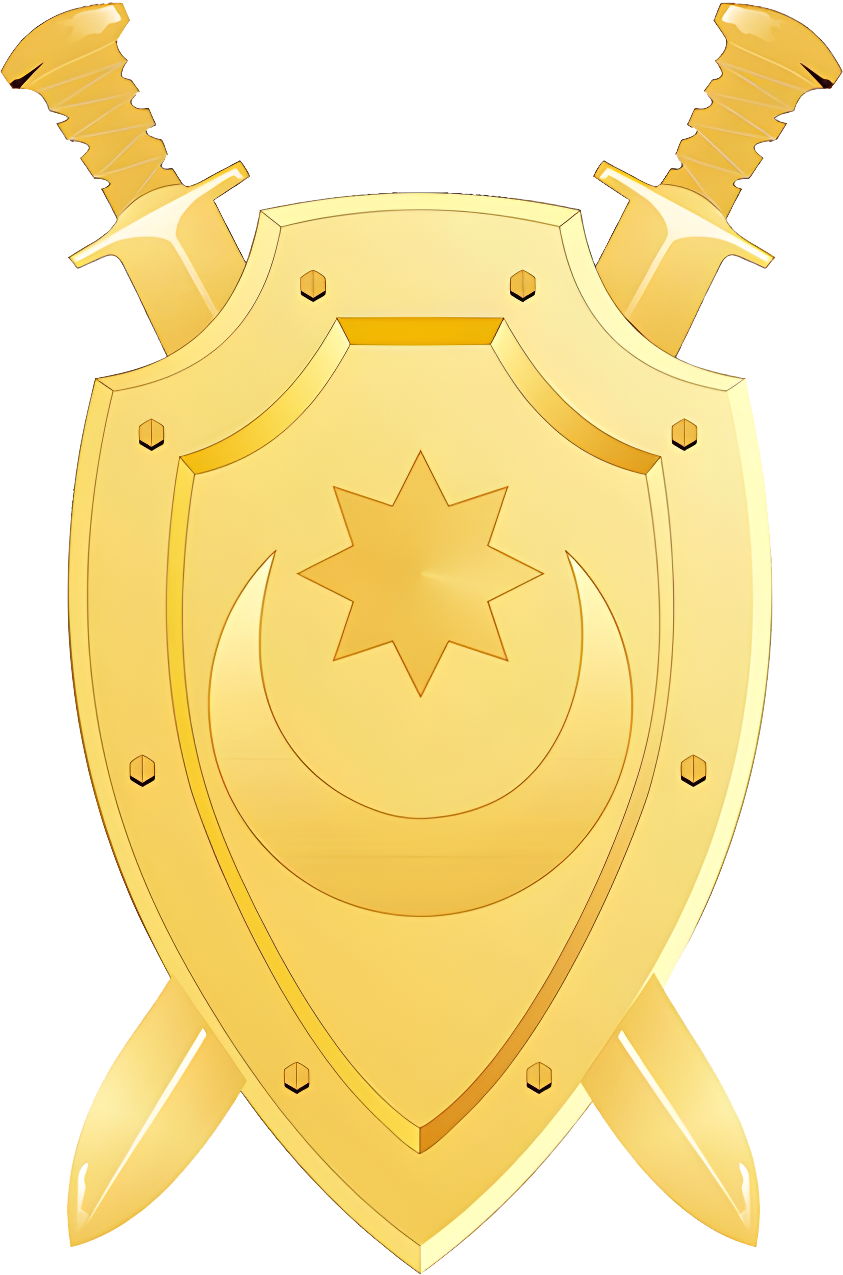

La Fiscalía General de la República de Azerbaiyán es el organismo encargado del controlar la subordinación de los fiscales territoriales y especializados . En específico al Fiscal General de la República de Azerbaiyán. 
Según el artículo 133 de la Constitución de la República de Azerbaiyán, la fiscalía general supervisa la ejecución de las leyes, procede a la apertura de causas penales cuando es necesario, se encarga de la investigación, interpone demandas y apela la decisión del Tribunal.

## Historia
En el primer año de la independencia de la República Democrática de Azerbaiyán, el 18 de octubre de 1918, el Consejo de Ministros de la República Democrática de Azerbaiyán aprobó la Disposición sobre la Sala de Primera Instancia de Azerbaiyán, en el que integran todas las fiscalías de los Tribunales de Bakú y Ganyá. Después del 28 de abril de 1920, la Sala de Primera instancia fue eliminada.
El 11 de julio de 1922 fue aprobado el decreto “sobre la fiscalía estatal de RSS de Azerbaiyán”, que estableció la fiscalía soviética. En 1936 la Fiscalía de la República de Azerbaiyán se desembarazó del control del Comisariado Popular de Justicia y al someterse solo a la Fiscalía de la URSS comenzó la actividad independiente. El 24 de mayo de 1955 fue aprobada la disposición “sobre la supervisión de la fiscalía en la URSS”, que desempeñó un papel importante en el desarrollo del sistema de la fiscalía. El 30 de noviembre de 1979 fue adoptada la ley de la URSS “sobre la Fiscalía”, que actuó como estatuto y la actividad de la Fiscalía se realizaba en la base de esta ley. 
En 1991 Azerbaiyán declaró su independencia. El 7 de diciembre de 1999 fue adoptada la ley “Sobre la Fiscalía”.

## Fiscal general
El jefe de la Fiscalía General de la República de Azerbaiyán es el fiscal general. 
Cualquier ciudadano de la República de Azerbaiyán, que tenga un mínimo de 30 años, una formación superior jurídica, el derecho de voto y domine la lengua estatal de la República de Azerbaiyán puede ocupar el cargo. 
El fiscal general no puede ocuparse de ninguna otra actividad (empresarial, comercial u otra actividad pagada), incluso la actividad científica, pedagógica o creativa. 
El jefe de la Fiscalía General es nombrado y liberado de funciones por el presidente de la República de Azerbaiyán con la aprobación de la Asamblea Nacional (Milli Majlis) de la República de Azerbaiyán.
Otros fiscales territoriales y especializados son nombrados y liberados de sus funciones por el fiscal general de la República de Azerbaiyán a la aceptación previa por el presidente. 
Entre las funciones del fiscal general se encuentran la presentación de las propuestas sobre el establecimiento o eliminación de las fiscalías, la aprobación de las estructuras de otras fiscalías, convocatoria del Colegio de la Fiscalía de la República de Azerbaiyán, fiscalía militar, fiscalía de la República Autónoma de Najicheván u otras fiscalías, celebración de los contratos internacionales con órganos de los países extranjeros y organizaciones internacionales. 

### Lista de los fiscales generales
- Khalil bek Khasmamedov (1918, 1919 - 1920)
- Fatali khan Khoiski (1918)
- Teimur bek Makinski (1918 - 1919)
- Aslan bek Safikurdski (1919)
- Ali Heidar Qarayev (1920 - 1921)
- Sergei Ivanov (1921 - 1922)
- Bakhadur Velibekov (1922 – 1926, 1936 - 1937)
- Boyukagha Talibli (1926 – 1930, 1931 – 1932)
- Aina Sultanova (1933 - 1934)
- Yaqub Mamedov (1935 - 1936)
- Agha Husein Alihuseino (1938 - 1941)
- Djebrail Djebrailzadeh (1941 - 1943)
- Khalil Efendiev (1943 - 1948)
- Ali Abbas Aliyev (1948 - 1951)
- Haci Rahimov (1951 - 1959)
- Seifulla Akbarov (1951 - 1963)
- Qambai Akbarov (1963 - 1976)
- Abbas Zamanov (1976 - 1985)
- Ilyas Ismailov (1985 - 1990)
- Ismet Qaibov (1990 - 1991)
- Murad Babaev (1991 - 1992)
- Ikhtiyar Shirinov (1992 - 1993)
- Ali Omarov (1993 - 1994)
- Eldar Hasanov (1995 - 2000)
- Zakir Qaralov (2000 - 2020)
- Kamran Əliyev (2020 - actualmente)[3]